# Parc de la Marseillaise
Le parc de la Marseillaise est un monument historique situé à Guebwiller, dans le département français du Haut-Rhin.

## Localisation
Ce parc est situé rue Victor-Hugo et avenue des Chasseurs-Alpins à Guebwiller, non loin du centre-ville.

## Historique
L'édifice fait l'objet d'une inscription au titre des monuments historiques depuis 2013 et a été labélisé jardin remarquable.

## Architecture

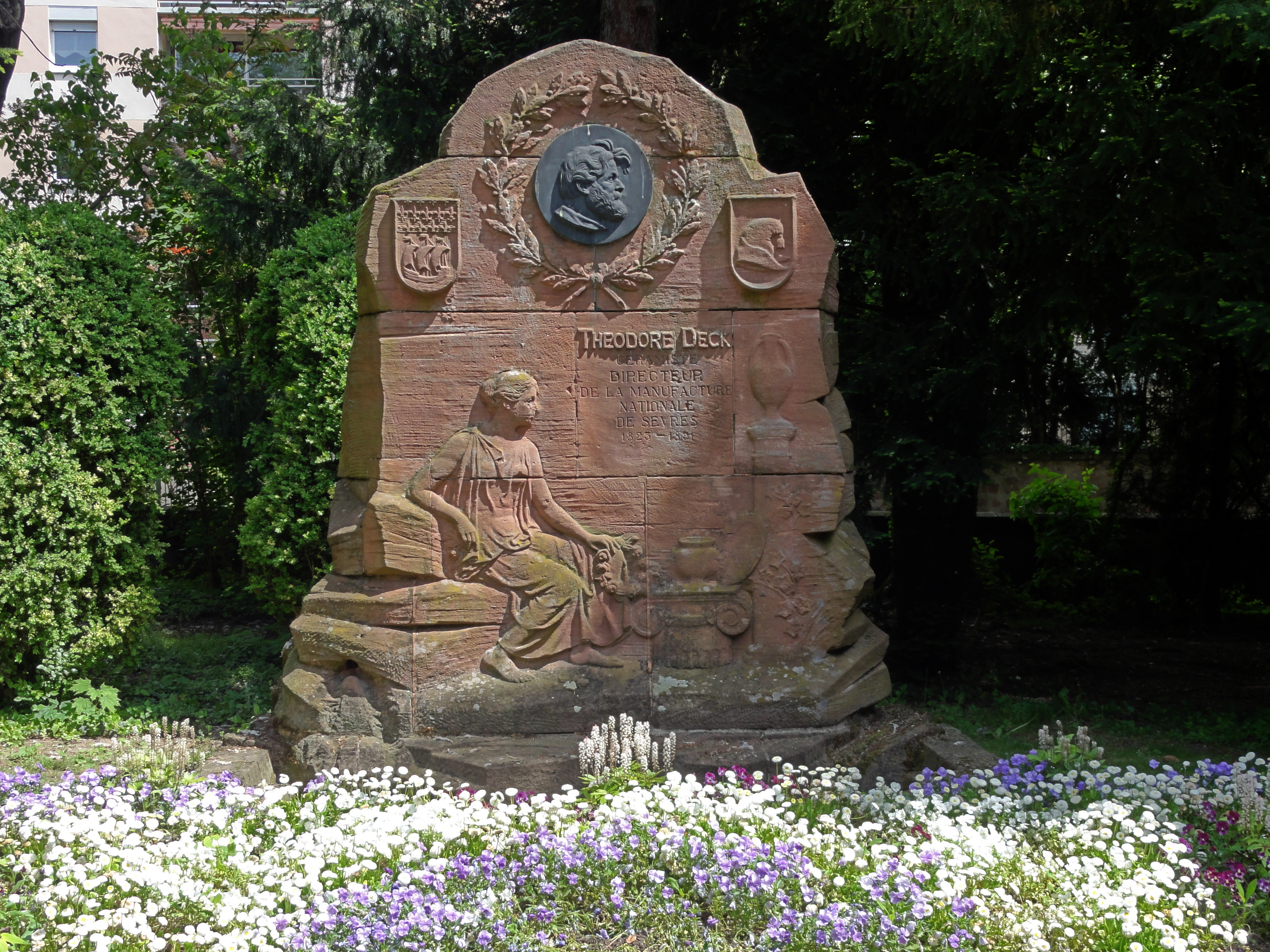
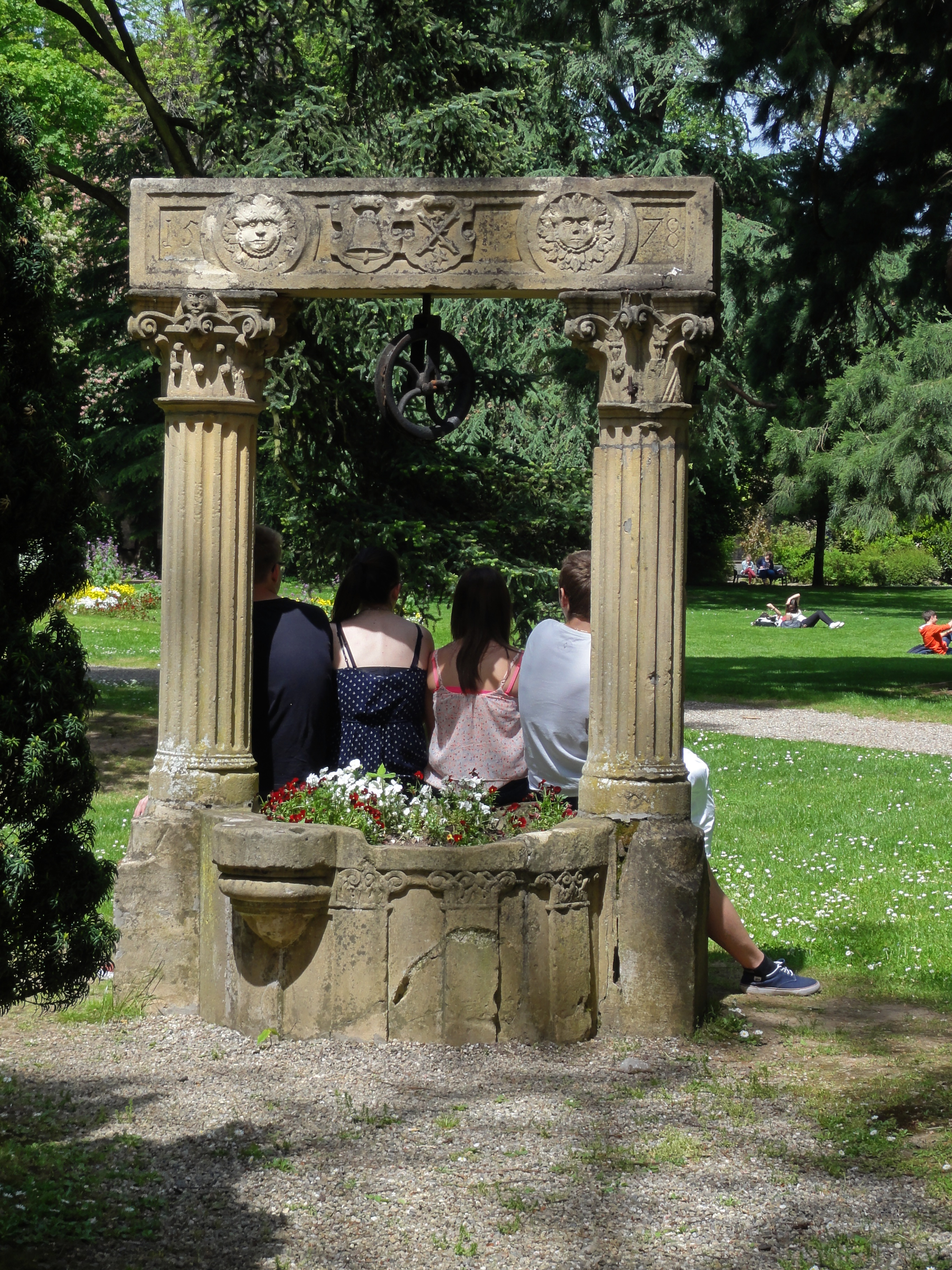
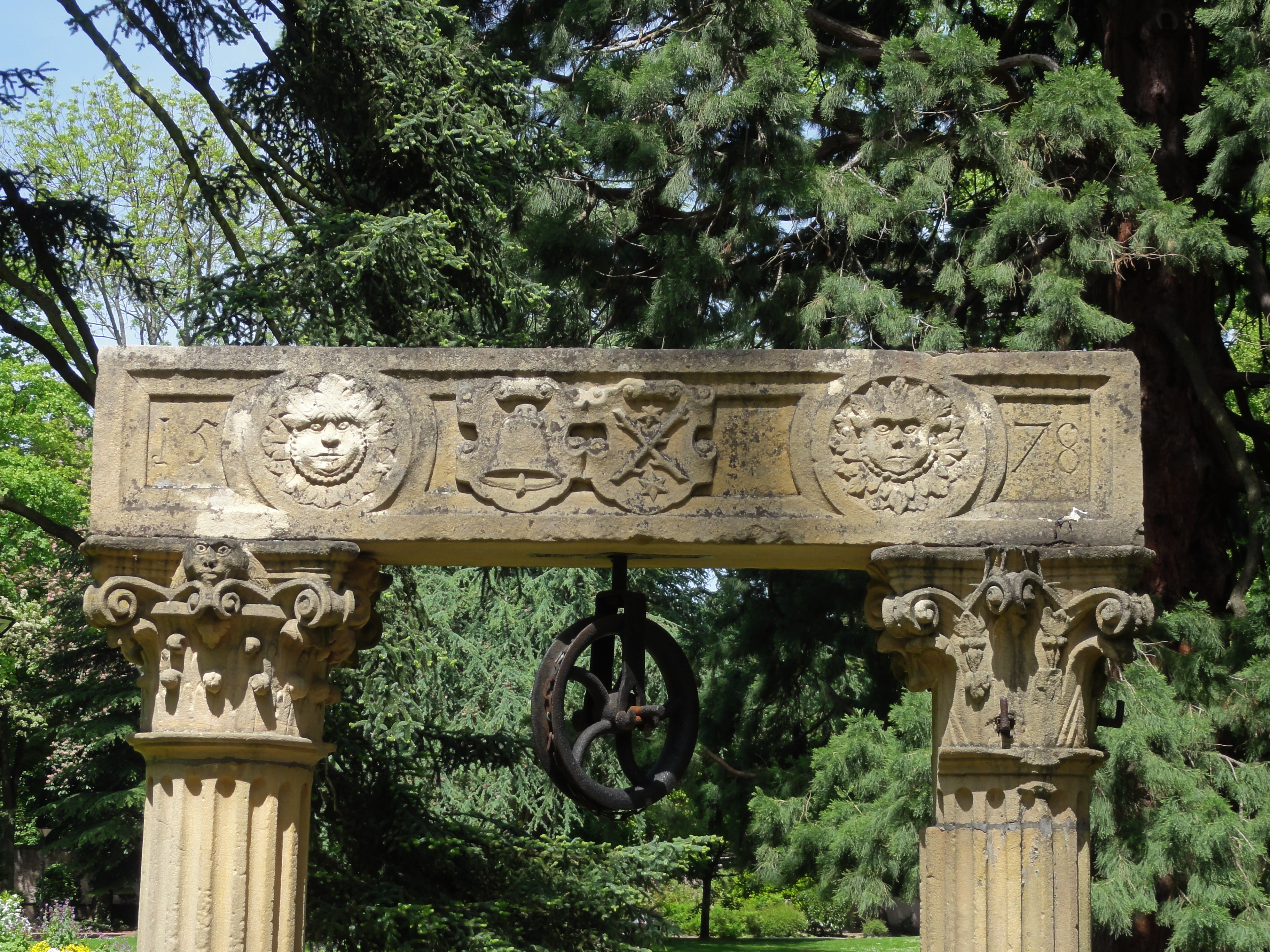